# Бердымухамедов, Мяликгулы Бердымухамедович
Мяликгулы Бердымухамедович Бердымухамедов (туркм. Mälikguly Berdimuhamedowiç Berdimuhamedow; 12 августа 1932, Туркменская ССР — 18 апреля 2021, Гёкдепинский этрап, Ахалский велаят) — отец второго туркменского президента Гурбангулы Бердымухамедова. Подполковник органов внутренних дел в отставке. Почётный ветеран органов внутренних дел.
В его честь был назван ряд объектов, в том числе военных.

## Биография
Трудовую деятельность начал в молодёжной организации Геок-Тепинского района и педагогом начальных классов села Бабарап. Служил в воинской части Министерства внутренних дел СССР командиром взвода, инструктором по политической работе с личным составом.
Окончил Туркменский государственный университет по специальности историк, а также вечернее отделение общественно-политического университета и Высшее военное командное училище МВД СССР в городе Орджоникидзе. Обучался на курсах повышения квалификации в Рязанской школе усовершенствования начальствующего состава и Киевской высшей школе МВД.
Семь раз удостаивался государственных наград, был награждён нагрудным знаком «За отличие в службе во внутренних войсках». Завершил службу в звании подполковника в 1982 году. Продолжил свою трудовую деятельность на различных должностях в структурных подразделениях Министерства образования Туркменской ССР. Работал в правительстве республики, руководил административно-хозяйственным отделом в министерстве плодоовощного хозяйства и курировал там вопросы гражданской обороны.
Неотъемлемой частью культа личности Гурбангулы Бердымухамедова является культ семьи Бердымухамедова: деда и отца.
В 2012 год в Ашхабаде военной части № 1001 было присвоено имя Мяликгулы Бердымухамедова, там был воссоздан рабочий кабинет Бердымухамедова и открыт музей в его честь.
Кроме того, в селе Ызгант Дворцу культуры было присвоено имя Мяликгулы Бердымухаммедова, перед Дворцом культуры установлен прижизненный памятник.
В 2013 году был установлен прижизненный бюст на территории комплекса зданий воинской части МВД Туркменистана № 1001 в Ашхабаде.
Скончался 18 апреля 2021 года от кровоизлияния в мозг. Похоронен на родовом кладбище в селе Ызгант Геокдепинского этрапа Ахалского велаята.